# 日本ケアマネジメント学会
一般社団法人日本ケアマネジメント学会（にほんケアマネジメントがっかい、英文名 Japan Society of Care Management、略称JSCM）は、介護保険制度が2000年4月から施行され、これまで待ち望まれたケアマネジメントの仕組みが介護保険制度において制度化され全国的に展開され始めたことから、未来のケアマネジメントの学問的根拠を明確にし、レベルの向上を目指して質の高いケアマネジメントを実現するとともに、高齢者・障害者等に関する学問の進歩発展に貢献することを目的として2001年に設立された学会。
事務局を東京都新宿区四谷本塩町12ニューマンション206号に置いている。

## 活動
- 研究大会の開催、学会誌「ケアマネジメント学」の発行、ニューズレターの発行（年2回）など[2]